# 400 meter för damer i friidrott vid olympiska sommarspelen 2000
400 meter för damer vid olympiska sommarspelen 2000 i Sydney avgjordes 22-25 september. 

## Medaljörer
| Gren      | Guld                     | Guld  | Silver                  | Silver | Brons                          | Brons |
| 400 meter | Cathy Freeman Australien | 49,11 | Lorraine Graham Jamaica | 49,58  | Katharine Merry Storbritannien | 49,72 |

## Resultat
- Q innebär avancemang utifrån placering i heatet.
- q innebär avancemang utifrån total placering.
- DNS innebär att personen inte startade.
- DNF innebär att personen inte fullföljde.
- DQ innebär diskvalificering.
- NR innebär nationellt rekord.
- OR innebär olympiskt rekord.
- WR innebär världsrekord.
- WJR innebär världsrekord för juniorer
- AR innebär världsdelsrekord (area record)
- PB innebär personligt rekord.
- SB innebär säsongsbästa.

### Försöksheat

#### Omgång 1
| Heat 1 av 8 Datum: Fredagen den 22 september 2000 | Heat 1 av 8 Datum: Fredagen den 22 september 2000 | Heat 1 av 8 Datum: Fredagen den 22 september 2000 | Heat 1 av 8 Datum: Fredagen den 22 september 2000 | Heat 1 av 8 Datum: Fredagen den 22 september 2000 | Heat 1 av 8 Datum: Fredagen den 22 september 2000 | Heat 1 av 8 Datum: Fredagen den 22 september 2000 | Heat 1 av 8 Datum: Fredagen den 22 september 2000 | Heat 1 av 8 Datum: Fredagen den 22 september 2000 |
| Placering                                         | Placering                                         | Idrottare                                         | Nation                                            | Bana                                              | Reaktion                                          | Tid                                               | Kval.                                             | Rekord                                            |
| Heat                                              | Totalt                                            | Idrottare                                         | Nation                                            | Bana                                              | Reaktion                                          | Tid                                               | Kval.                                             | Rekord                                            |
| ------------------------------------------------- | ------------------------------------------------- | ------------------------------------------------- | ------------------------------------------------- | ------------------------------------------------- | ------------------------------------------------- | ------------------------------------------------- | ------------------------------------------------- | ------------------------------------------------- |
| 1                                                 | 9                                                 | La Tasha Colander-Richardson                      | USA                                               | 5                                                 | 0,212                                             | 51,75                                             | Q                                                 |                                                   |
| 2                                                 | T14                                               | Mireille Nguimgo                                  | Kamerun                                           | 6                                                 | 0.242                                             | 51.88                                             | Q                                                 |                                                   |
| 3                                                 | 16                                                | Heide Seyerling                                   | Sydafrika                                         | 3                                                 | 0.428                                             | 51.92                                             | Q                                                 |                                                   |
| 4                                                 | 30                                                | Foy Williams                                      | Kanada                                            | 2                                                 | 0.343                                             | 52.94                                             | q                                                 |                                                   |
| 5                                                 | 33                                                | Christine Amertil                                 | Bahamas                                           | 4                                                 | 0.254                                             | 53.12                                             |                                                   |                                                   |
| 6                                                 | 47                                                | Oksana Luneva                                     | Kirgizistan                                       | 8                                                 | 0.403                                             | 54.98                                             |                                                   |                                                   |
| 7                                                 | 48                                                | Hazel-Ann Regis                                   | Grenada                                           | 7                                                 |                                                   | 55.11                                             |                                                   |                                                   |

| Heat 2 av 8 Datum: Fredagen den 22 september 2000 | Heat 2 av 8 Datum: Fredagen den 22 september 2000 | Heat 2 av 8 Datum: Fredagen den 22 september 2000 | Heat 2 av 8 Datum: Fredagen den 22 september 2000 | Heat 2 av 8 Datum: Fredagen den 22 september 2000 | Heat 2 av 8 Datum: Fredagen den 22 september 2000 | Heat 2 av 8 Datum: Fredagen den 22 september 2000 | Heat 2 av 8 Datum: Fredagen den 22 september 2000 | Heat 2 av 8 Datum: Fredagen den 22 september 2000 |
| Placering                                         | Placering                                         | Idrottare                                         | Nation                                            | Bana                                              | Reaktion                                          | Tid                                               | Kval.                                             | Rekord                                            |
| Heat                                              | Totalt                                            | Idrottare                                         | Nation                                            | Bana                                              | Reaktion                                          | Tid                                               | Kval.                                             | Rekord                                            |
| ------------------------------------------------- | ------------------------------------------------- | ------------------------------------------------- | ------------------------------------------------- | ------------------------------------------------- | ------------------------------------------------- | ------------------------------------------------- | ------------------------------------------------- | ------------------------------------------------- |
| 1                                                 | 10                                                | Charity Opara                                     | Nigeria                                           | 4                                                 | 0,204                                             | 51,77                                             | Q                                                 |                                                   |
| 2                                                 | 18                                                | Natalja Nazarova                                  | Ryssland                                          | 2                                                 | 0.297                                             | 52.05                                             | Q                                                 |                                                   |
| 3                                                 | 19                                                | Damayanthi Darsha                                 | Sri Lanka                                         | 6                                                 | 0.242                                             | 52.13                                             | Q                                                 |                                                   |
| 4                                                 | T22                                               | Nadjina Kaltouma                                  | Tchad                                             | 2                                                 | 0.202                                             | 52.34                                             | q                                                 |                                                   |
| 5                                                 | 32                                                | Lee Naylor                                        | Australien                                        | 1                                                 |                                                   | 53.10                                             | q                                                 |                                                   |
| 6                                                 | 41                                                | Svetlana Bodritskaja                              | Kazakstan                                         | 5                                                 | 0.199                                             | 53.91                                             |                                                   |                                                   |
| 7                                                 | 46                                                | Lilian Bwalya                                     | Zambia                                            | 8                                                 | 0.403                                             | 54.77                                             |                                                   |                                                   |
| 8                                                 | 54                                                | Maritza Figueroa                                  | Nicaragua                                         | 7                                                 |                                                   | 58.82                                             |                                                   |                                                   |

| Heat 3 av 8 Datum: Fredagen den 22 september 2000 | Heat 3 av 8 Datum: Fredagen den 22 september 2000 | Heat 3 av 8 Datum: Fredagen den 22 september 2000 | Heat 3 av 8 Datum: Fredagen den 22 september 2000 | Heat 3 av 8 Datum: Fredagen den 22 september 2000 | Heat 3 av 8 Datum: Fredagen den 22 september 2000 | Heat 3 av 8 Datum: Fredagen den 22 september 2000 | Heat 3 av 8 Datum: Fredagen den 22 september 2000 | Heat 3 av 8 Datum: Fredagen den 22 september 2000 |
| Placering                                         | Placering                                         | Idrottare                                         | Nation                                            | Bana                                              | Reaktion                                          | Tid                                               | Kval.                                             | Rekord                                            |
| Heat                                              | Totalt                                            | Idrottare                                         | Nation                                            | Bana                                              | Reaktion                                          | Tid                                               | Kval.                                             | Rekord                                            |
| ------------------------------------------------- | ------------------------------------------------- | ------------------------------------------------- | ------------------------------------------------- | ------------------------------------------------- | ------------------------------------------------- | ------------------------------------------------- | ------------------------------------------------- | ------------------------------------------------- |
| 1                                                 | 12                                                | Amy Mbacke Thiam                                  | Senegal                                           | 8                                                 | 0,217                                             | 51,79                                             | Q                                                 |                                                   |
| 2                                                 | 22                                                | Ana Guevara                                       | Mexiko                                            | 5                                                 | 0.315                                             | 52.34                                             | Q                                                 |                                                   |
| 3                                                 | 27                                                | Otilia Silvia Ruicu                               | Rumänien                                          | 4                                                 |                                                   | 52.65                                             | Q                                                 |                                                   |
| 4                                                 | 34                                                | Karen Shinkins                                    | Irland                                            | 2                                                 | 0.258                                             | 53.27                                             |                                                   |                                                   |
| 5                                                 | T35                                               | Norma Gonzalez                                    | Colombia                                          | 6                                                 | 0.220                                             | 53.34                                             |                                                   |                                                   |
| 6                                                 | 57                                                | Safia Abukar Hussein                              | Somalia                                           | 3                                                 |                                                   | 1.13,25                                           |                                                   |                                                   |

| Heat 4 av 8 Datum: Fredagen den 22 september 2000 | Heat 4 av 8 Datum: Fredagen den 22 september 2000 | Heat 4 av 8 Datum: Fredagen den 22 september 2000 | Heat 4 av 8 Datum: Fredagen den 22 september 2000 | Heat 4 av 8 Datum: Fredagen den 22 september 2000 | Heat 4 av 8 Datum: Fredagen den 22 september 2000 | Heat 4 av 8 Datum: Fredagen den 22 september 2000 | Heat 4 av 8 Datum: Fredagen den 22 september 2000 | Heat 4 av 8 Datum: Fredagen den 22 september 2000 |
| Placering                                         | Placering                                         | Idrottare                                         | Nation                                            | Bana                                              | Reaktion                                          | Tid                                               | Kval.                                             | Rekord                                            |
| Heat                                              | Totalt                                            | Idrottare                                         | Nation                                            | Bana                                              | Reaktion                                          | Tid                                               | Kval.                                             | Rekord                                            |
| ------------------------------------------------- | ------------------------------------------------- | ------------------------------------------------- | ------------------------------------------------- | ------------------------------------------------- | ------------------------------------------------- | ------------------------------------------------- | ------------------------------------------------- | ------------------------------------------------- |
| 1                                                 | 5                                                 | Cathy Freeman                                     | Australien                                        | 3                                                 | 0,258                                             | 51,63                                             | Q                                                 |                                                   |
| 2                                                 | 7                                                 | Monique Hennagan                                  | USA                                               | 4                                                 | 0.320                                             | 51.73                                             | Q                                                 |                                                   |
| 3                                                 | 8                                                 | Claudine Komgang                                  | Kamerun                                           | 8                                                 | 0.551                                             | 51.74                                             | Q                                                 |                                                   |
| 4                                                 | 24                                                | Norfalia Carabali                                 | Spanien                                           | 7                                                 |                                                   | 52.36                                             | q                                                 |                                                   |
| 5                                                 | 38                                                | Olena Rurak                                       | Ukraina                                           | 2                                                 | 0.202                                             | 53.45                                             |                                                   |                                                   |
| 6                                                 | 40                                                | Kristina Perica                                   | Kroatien                                          | 6                                                 | 0.523                                             | 53.72                                             |                                                   |                                                   |
| 7                                                 | 44                                                | Awatef Ben Hassine                                | Tunisien                                          | 5                                                 | 0.308                                             | 54.50                                             |                                                   |                                                   |

| Heat 5 av 8 Datum: Fredagen den 22 september 2000 | Heat 5 av 8 Datum: Fredagen den 22 september 2000 | Heat 5 av 8 Datum: Fredagen den 22 september 2000 | Heat 5 av 8 Datum: Fredagen den 22 september 2000 | Heat 5 av 8 Datum: Fredagen den 22 september 2000 | Heat 5 av 8 Datum: Fredagen den 22 september 2000 | Heat 5 av 8 Datum: Fredagen den 22 september 2000 | Heat 5 av 8 Datum: Fredagen den 22 september 2000 | Heat 5 av 8 Datum: Fredagen den 22 september 2000 |
| Placering                                         | Placering                                         | Idrottare                                         | Nation                                            | Bana                                              | Reaktion                                          | Tid                                               | Kval.                                             | Rekord                                            |
| Heat                                              | Totalt                                            | Idrottare                                         | Nation                                            | Bana                                              | Reaktion                                          | Tid                                               | Kval.                                             | Rekord                                            |
| ------------------------------------------------- | ------------------------------------------------- | ------------------------------------------------- | ------------------------------------------------- | ------------------------------------------------- | ------------------------------------------------- | ------------------------------------------------- | ------------------------------------------------- | ------------------------------------------------- |
| 1                                                 | T3                                                | Katharine Merry                                   | Storbritannien                                    | 7                                                 | 0,336                                             | 51,61                                             | Q                                                 |                                                   |
| 2                                                 | 13                                                | Sandie Richards                                   | Jamaica                                           | 4                                                 | 0.294                                             | 51.86                                             | Q                                                 |                                                   |
| 3                                                 | 26                                                | Nova Peris-Kneebone                               | Australien                                        | 8                                                 | 0.191                                             | 52.51                                             | Q                                                 |                                                   |
| 4                                                 | 28                                                | Hana Benesova                                     | Tjeckien                                          | 6                                                 |                                                   | 52.85                                             | q                                                 |                                                   |
| 5                                                 | 31                                                | Aliann Pompey                                     | Guyana                                            | 2                                                 | 0.226                                             | 53.09                                             | q                                                 |                                                   |
| 6                                                 | 45                                                | Verneta Lesforis                                  | Saint Lucia                                       | 5                                                 | 0.520                                             | 54.67                                             |                                                   |                                                   |
| 7                                                 | 52                                                | Klodiana Shala                                    | Albanien                                          | 1                                                 |                                                   | 56.41                                             |                                                   |                                                   |
| 8                                                 |                                                   | Marie-José Pérec                                  | Frankrike                                         | 3                                                 |                                                   | DNS                                               |                                                   |                                                   |

| Heat 6 av 8 Datum: Fredagen den 22 september 2000 | Heat 6 av 8 Datum: Fredagen den 22 september 2000 | Heat 6 av 8 Datum: Fredagen den 22 september 2000 | Heat 6 av 8 Datum: Fredagen den 22 september 2000 | Heat 6 av 8 Datum: Fredagen den 22 september 2000 | Heat 6 av 8 Datum: Fredagen den 22 september 2000 | Heat 6 av 8 Datum: Fredagen den 22 september 2000 | Heat 6 av 8 Datum: Fredagen den 22 september 2000 | Heat 6 av 8 Datum: Fredagen den 22 september 2000 |
| Placering                                         | Placering                                         | Idrottare                                         | Nation                                            | Bana                                              | Reaktion                                          | Tid                                               | Kval.                                             | Rekord                                            |
| Heat                                              | Totalt                                            | Idrottare                                         | Nation                                            | Bana                                              | Reaktion                                          | Tid                                               | Kval.                                             | Rekord                                            |
| ------------------------------------------------- | ------------------------------------------------- | ------------------------------------------------- | ------------------------------------------------- | ------------------------------------------------- | ------------------------------------------------- | ------------------------------------------------- | ------------------------------------------------- | ------------------------------------------------- |
| 1                                                 | 2                                                 | Jitka Burianová                                   | Tjeckien                                          | 4                                                 | 0,302                                             | 51,69                                             | Q                                                 |                                                   |
| 2                                                 | 3T                                                | Olabisi Afolabi                                   | Nigeria                                           | 2                                                 | 0.221                                             | 51.62                                             | Q                                                 |                                                   |
| 3                                                 | 6                                                 | Lorraine Graham                                   | Jamaica                                           | 5                                                 |                                                   | 51.65                                             | Q                                                 |                                                   |
| 4                                                 | 20                                                | Allison Curbishley                                | Storbritannien                                    | 6                                                 | 0.209                                             | 52.20                                             | q                                                 |                                                   |
| 5                                                 | 29                                                | Barbara Petrahn                                   | Ungern                                            | 2                                                 | 0.189                                             | 52.86                                             | q                                                 |                                                   |
| 6                                                 | 37                                                | Tonique Williams                                  | Bahamas                                           | 7                                                 | 0.174                                             | 53.43                                             |                                                   |                                                   |
| 7                                                 | 53                                                | Marcia Fernanda Daniel                            | Dominica                                          | 8                                                 | 0.222                                             | 58.20                                             |                                                   |                                                   |
| 8                                                 | 56                                                | Haissa Ali Garba                                  | Niger                                             | 1                                                 |                                                   | 1:07.49                                           |                                                   |                                                   |

| Heat 7 av 8 Datum: Fredagen den 22 september 2000 | Heat 7 av 8 Datum: Fredagen den 22 september 2000 | Heat 7 av 8 Datum: Fredagen den 22 september 2000 | Heat 7 av 8 Datum: Fredagen den 22 september 2000 | Heat 7 av 8 Datum: Fredagen den 22 september 2000 | Heat 7 av 8 Datum: Fredagen den 22 september 2000 | Heat 7 av 8 Datum: Fredagen den 22 september 2000 | Heat 7 av 8 Datum: Fredagen den 22 september 2000 | Heat 7 av 8 Datum: Fredagen den 22 september 2000 |
| Placering                                         | Placering                                         | Idrottare                                         | Nation                                            | Bana                                              | Reaktion                                          | Tid                                               | Kval.                                             | Rekord                                            |
| Heat                                              | Totalt                                            | Idrottare                                         | Nation                                            | Bana                                              | Reaktion                                          | Tid                                               | Kval.                                             | Rekord                                            |
| ------------------------------------------------- | ------------------------------------------------- | ------------------------------------------------- | ------------------------------------------------- | ------------------------------------------------- | ------------------------------------------------- | ------------------------------------------------- | ------------------------------------------------- | ------------------------------------------------- |
| 1                                                 | 1                                                 | K. M. Beenamol                                    | Indien                                            | 8                                                 |                                                   | 51,51                                             | Q                                                 |                                                   |
| 2                                                 | 17                                                | Olga Kotljarova                                   | Ryssland                                          | 6                                                 | 0.190                                             | 51.99                                             | Q                                                 |                                                   |
| 3                                                 | 25                                                | Zana Minina                                       | Litauen                                           | 7                                                 | 0.201                                             | 52.38                                             | Q                                                 |                                                   |
| 4                                                 | 39                                                | Michelle Collins                                  | USA                                               | 4                                                 | 0.295                                             | 53.66                                             |                                                   |                                                   |
| 5                                                 | 42                                                | Tanya Oxley                                       | Barbados                                          | 2                                                 |                                                   | 54.22                                             |                                                   |                                                   |
| 6                                                 | 43                                                | Daniela Georgieva                                 | Bulgarien                                         | 1                                                 |                                                   | 54.46                                             |                                                   |                                                   |
| 7                                                 | 51                                                | Dijana Kojic                                      | Bosnien och Hercegovina                           | 2                                                 |                                                   | 55.61                                             |                                                   |                                                   |
| 8                                                 | 55                                                | Awmima Mohamed                                    | Sudan                                             | 5                                                 |                                                   | 1.02,94                                           |                                                   |                                                   |

| Heat 8 av 8 Datum: Fredagen den 22 september 2000 | Heat 8 av 8 Datum: Fredagen den 22 september 2000 | Heat 8 av 8 Datum: Fredagen den 22 september 2000 | Heat 8 av 8 Datum: Fredagen den 22 september 2000 | Heat 8 av 8 Datum: Fredagen den 22 september 2000 | Heat 8 av 8 Datum: Fredagen den 22 september 2000 | Heat 8 av 8 Datum: Fredagen den 22 september 2000 | Heat 8 av 8 Datum: Fredagen den 22 september 2000 | Heat 8 av 8 Datum: Fredagen den 22 september 2000 |
| Placering                                         | Placering                                         | Idrottare                                         | Nation                                            | Bana                                              | Reaktion                                          | Tid                                               | Kval.                                             | Rekord                                            |
| Heat                                              | Totalt                                            | Idrottare                                         | Nation                                            | Bana                                              | Reaktion                                          | Tid                                               | Kval.                                             | Rekord                                            |
| ------------------------------------------------- | ------------------------------------------------- | ------------------------------------------------- | ------------------------------------------------- | ------------------------------------------------- | ------------------------------------------------- | ------------------------------------------------- | ------------------------------------------------- | ------------------------------------------------- |
| 1                                                 | 11                                                | Ladonna Antoine                                   | Kanada                                            | 5                                                 |                                                   | 51,78                                             | Q                                                 |                                                   |
| 2                                                 | T14                                               | Falilat Ogunkoya                                  | Nigeria                                           | 6                                                 | 0.187                                             | 51.88                                             | Q                                                 |                                                   |
| 3                                                 | 21                                                | Donna Fraser                                      | Storbritannien                                    | 8                                                 | 0.209                                             | 52.33                                             | Q                                                 |                                                   |
| 4                                                 | T35                                               | Svetlana Pospelova                                | Ryssland                                          | 3                                                 |                                                   | 53.34                                             |                                                   |                                                   |
| 5                                                 | 49                                                | Jelena Piskunova                                  | Uzbekistan                                        | 2                                                 | 0.285                                             | 55.40                                             |                                                   |                                                   |
| 6                                                 | 50                                                | Ann Mooney                                        | Papua Nya Guinea                                  | 4                                                 | 0.378                                             | 55.55                                             |                                                   |                                                   |
| 7                                                 |                                                   | Brigita Langerholc                                | Slovenien                                         | 7                                                 |                                                   | DNS                                               |                                                   |                                                   |

Totala resultat omgång 1
| Omgång 1 Totala resultat | Omgång 1 Totala resultat     | Omgång 1 Totala resultat | Omgång 1 Totala resultat | Omgång 1 Totala resultat | Omgång 1 Totala resultat | Omgång 1 Totala resultat | Omgång 1 Totala resultat | Omgång 1 Totala resultat |
| Placering                | Idrottare                    | Nation                   | Heat                     | Bana                     | Placering                | Tid                      | Kval.                    | Rekord                   |
| ------------------------ | ---------------------------- | ------------------------ | ------------------------ | ------------------------ | ------------------------ | ------------------------ | ------------------------ | ------------------------ |
| 1                        | K. M. Beenamol               | Indien                   | 7                        | 8                        | 1                        | 51,51                    | Q                        |                          |
| 2                        | Jitka Burianová              | Tjeckien                 | 6                        | 4                        | 1                        | 51.59                    | Q                        |                          |
| 3                        | Olabisi Afolabi              | Nigeria                  | 6                        | 3                        | 2                        | 51.61                    | Q                        |                          |
| 3                        | Katharine Merry              | Storbritannien           | 5                        | 7                        | 1                        | 51.61                    | Q                        |                          |
| 5                        | Cathy Freeman                | Australien               | 4                        | 3                        | 1                        | 51.63                    | Q                        |                          |
| 6                        | Lorraine Graham              | Jamaica                  | 6                        | 5                        | 3                        | 51.65                    | Q                        |                          |
| 7                        | Monique Hennagan             | USA                      | 4                        | 4                        | 2                        | 51.73                    | Q                        |                          |
| 8                        | Claudine Komgang             | Kamerun                  | 4                        | 8                        | 3                        | 51.74                    | Q                        |                          |
| 9                        | La Tasha Colander-Richardson | USA                      | 1                        | 5                        | 1                        | 51.75                    | Q                        |                          |
| 10                       | Charity Opara                | Nigeria                  | 2                        | 4                        | 1                        | 51.77                    | Q                        |                          |
| 11                       | Ladonna Antoine              | Kanada                   | 8                        | 5                        | 1                        | 51.78                    | Q                        |                          |
| 12                       | Amy Mbacke Thiam             | Senegal                  | 3                        | 8                        | 1                        | 51.71                    | Q                        |                          |
| 13                       | Sandie Richards              | Jamaica                  | 5                        | 4                        | 2                        | 51.86                    | Q                        |                          |
| 14                       | Mireille Nguimgo             | Kamerun                  | 1                        | 6                        | 2                        | 51.88                    | Q                        |                          |
| 14                       | Falilat Ogunkoya             | Nigeria                  | 8                        | 6                        | 2                        | 51.88                    | Q                        |                          |
| 16                       | Heide Seyerling              | Sydafrika                | 1                        | 3                        | 3                        | 51.92                    | Q                        |                          |
| 17                       | Olga Kotljarova              | Ryssland                 | 7                        | 6                        | 2                        | 51.99                    | Q                        |                          |
| 18                       | Natalja Nazarova             | Ryssland                 | 2                        | 2                        | 2                        | 52.05                    | Q                        |                          |
| 19                       | Damayanthi Darsha            | Sri Lanka                | 2                        | 6                        | 3                        | 52.13                    | Q                        |                          |
| 20                       | Allison Curbishley           | Storbritannien           | 6                        | 6                        | 4                        | 52.20                    | q                        |                          |
| 21                       | Donna Fraser                 | Storbritannien           | 8                        | 8                        | 3                        | 52.33                    | Q                        |                          |
| 22                       | Ana Guevara                  | Mexiko                   | 3                        | 5                        | 2                        | 52.34                    | Q                        |                          |
| 22                       | Nadjina Kaltouma             | Tchad                    | 2                        | 3                        | 4                        | 52.34                    | q                        |                          |
| 24                       | Norfalia Carabali            | Spanien                  | 4                        | 7                        | 4                        | 52.36                    | q                        |                          |
| 25                       | Zana Minina                  | Litauen                  | 7                        | 7                        | 3                        | 52.38                    | Q                        |                          |
| 26                       | Nova Peris-Kneebone          | Australien               | 5                        | 8                        | 3                        | 52.51                    | Q                        |                          |
| 27                       | Otilia Silvia Ruicu          | Rumänien                 | 3                        | 4                        | 3                        | 52.65                    | Q                        |                          |
| 28                       | Hana Benesova                | Tjeckien                 | 5                        | 6                        | 4                        | 52,85                    | q                        |                          |
| 29                       | Barbara Petrahn              | Ungern                   | 6                        | 2                        | 5                        | 52.86                    | q                        |                          |
| 30                       | Foy Williams                 | Kanada                   | 1                        | 2                        | 4                        | 52.94                    | q                        |                          |
| 31                       | Aliann Pompey                | Guyana                   | 5                        | 2                        | 5                        | 53.09                    | q                        |                          |
| 32                       | Lee Naylor                   | Australien               | 2                        | 1                        | 5                        | 53.10                    | q                        |                          |
| 33                       | Christine Amertil            | Bahamas                  | 1                        | 4                        | 5                        | 53.12                    |                          |                          |
| 34                       | Karen Shinkins               | Irland                   | 3                        | 2                        | 4                        | 53.27                    |                          |                          |
| 35                       | Norma Gonzalez               | Colombia                 | 3                        | 6                        | 5                        | 53.34                    |                          |                          |
| 35                       | Svetlana Pospelova           | Ryssland                 | 8                        | 3                        | 4                        | 53.34                    |                          |                          |
| 37                       | Tonique Williams             | Bahamas                  | 6                        | 7                        | 6                        | 53.43                    |                          |                          |
| 38                       | Olena Rurak                  | Ukraina                  | 4                        | 2                        | 5                        | 53.45                    |                          |                          |
| 39                       | Michelle Collins             | USA                      | 7                        | 4                        | 4                        | 53.66                    |                          |                          |
| 40                       | Kristina Perica              | Kroatien                 | 4                        | 6                        | 6                        | 53.72                    |                          |                          |
| 41                       | Svetlana Bodritskaja         | Kazakstan                | 2                        | 5                        | 6                        | 53.91                    |                          |                          |
| 42                       | Tanya Oxley                  | Barbados                 | 7                        | 3                        | 5                        | 54.22                    |                          |                          |
| 43                       | Daniela Georgieva            | Bulgarien                | 7                        | 1                        | 6                        | 54.46                    |                          |                          |
| 44                       | Awatef Ben Hassine           | Tunisien                 | 4                        | 5                        | 7                        | 54.50                    |                          |                          |
| 45                       | Verneta Lesforis             | Saint Lucia              | 5                        | 5                        | 6                        | 54.67                    |                          |                          |
| 46                       | Lilian Bwalya                | Zambia                   | 2                        | 8                        | 7                        | 54.77                    |                          |                          |
| 47                       | Oksana Luneva                | Kirgizistan              | 1                        | 8                        | 6                        | 54.98                    |                          |                          |
| 48                       | Hazel-Ann Regis              | Grenada                  | 1                        | 7                        | 7                        | 55.11                    |                          |                          |
| 49                       | Jelena Piskunova             | Uzbekistan               | 8                        | 2                        | 5                        | 54.40                    |                          |                          |
| 50                       | Ann Mooney                   | Papua Nya Guinea         | 8                        | 4                        | 6                        | 55.55                    |                          |                          |
| 51                       | Dijana Kojic                 | Bosnien och Hercegovina  | 7                        | 2                        | 7                        | 55.61                    |                          |                          |
| 52                       | Klodiana Shala               | Albanien                 | 5                        | 1                        | 7                        | 56.41                    |                          |                          |
| 53                       | Marcia Fernanda Daniel       | Dominica                 | 6                        | 8                        | 7                        | 58.20                    |                          |                          |
| 54                       | Maritza Figueroa             | Nicaragua                | 2                        | 7                        | 8                        | 58.82                    |                          |                          |
| 55                       | Awmima Mohamed               | Sudan                    | 7                        | 5                        | 8                        | 1.02,94                  |                          |                          |
| 56                       | Haissa Ali Garba             | Niger                    | 6                        | 1                        | 8                        | 1.07,49                  |                          |                          |
| 57                       | Safia Abukar Hussein         | Somalia                  | 3                        | 3                        | 6                        | 1.13,25                  |                          |                          |
|                          | Brigita Langerholc           | Slovenien                | 3                        | 7                        |                          | DNS                      |                          |                          |
|                          | Marie-José Pérec             | Frankrike                | 5                        | 3                        |                          | DNS                      |                          |                          |

#### Omgång 2
| Heat 1 av 4 Datum: Lördagen den 23 september 2000 | Heat 1 av 4 Datum: Lördagen den 23 september 2000 | Heat 1 av 4 Datum: Lördagen den 23 september 2000 | Heat 1 av 4 Datum: Lördagen den 23 september 2000 | Heat 1 av 4 Datum: Lördagen den 23 september 2000 | Heat 1 av 4 Datum: Lördagen den 23 september 2000 | Heat 1 av 4 Datum: Lördagen den 23 september 2000 | Heat 1 av 4 Datum: Lördagen den 23 september 2000 | Heat 1 av 4 Datum: Lördagen den 23 september 2000 |
| Placering                                         | Placering                                         | Idrottare                                         | Nation                                            | Bana                                              | Reaktion                                          | Tid                                               | Kval.                                             | Rekord                                            |
| Heat                                              | Totalt                                            | Idrottare                                         | Nation                                            | Bana                                              | Reaktion                                          | Tid                                               | Kval.                                             | Rekord                                            |
| ------------------------------------------------- | ------------------------------------------------- | ------------------------------------------------- | ------------------------------------------------- | ------------------------------------------------- | ------------------------------------------------- | ------------------------------------------------- | ------------------------------------------------- | ------------------------------------------------- |
| 1                                                 | 6                                                 | Jitka Burianová                                   | Tjeckien                                          | 3                                                 | 0,274                                             | 50,85                                             | Q                                                 | PB                                                |
| 2                                                 | 8                                                 | Ladonna Antoine                                   | Kanada                                            | 5                                                 | 0.179                                             | 50.92                                             | Q                                                 | PB                                                |
| 3                                                 | 14                                                | Nova Peris-Kneebone                               | Australien                                        | 2                                                 | 0.196                                             | 51.28                                             | Q                                                 | PB                                                |
| 4                                                 | 15                                                | Natalja Nazarova                                  | Ryssland                                          | 6                                                 | 0.198                                             | 51.44                                             | Q                                                 |                                                   |
| 5                                                 | 16                                                | Claudine Komgang                                  | Kamerun                                           | 7                                                 |                                                   | 51.57                                             |                                                   |                                                   |
| 6                                                 | 19                                                | Monique Hennagan                                  | USA                                               | 4                                                 | 0.478                                             | 51.85                                             |                                                   |                                                   |
| 7                                                 | 26                                                | Nadjina Kaltouma                                  | Tchad                                             | 1                                                 | 0.215                                             | 52.60                                             |                                                   |                                                   |
| 8                                                 | 31                                                | Aliann Pompey                                     | Guyana                                            | 8                                                 | 0.212                                             | 53.42                                             |                                                   |                                                   |

| Heat 2 av 4 Datum: Lördagen den 23 september 2000 | Heat 2 av 4 Datum: Lördagen den 23 september 2000 | Heat 2 av 4 Datum: Lördagen den 23 september 2000 | Heat 2 av 4 Datum: Lördagen den 23 september 2000 | Heat 2 av 4 Datum: Lördagen den 23 september 2000 | Heat 2 av 4 Datum: Lördagen den 23 september 2000 | Heat 2 av 4 Datum: Lördagen den 23 september 2000 | Heat 2 av 4 Datum: Lördagen den 23 september 2000 | Heat 2 av 4 Datum: Lördagen den 23 september 2000 |
| Placering                                         | Placering                                         | Idrottare                                         | Nation                                            | Bana                                              | Reaktion                                          | Tid                                               | Kval.                                             | Rekord                                            |
| Heat                                              | Totalt                                            | Idrottare                                         | Nation                                            | Bana                                              | Reaktion                                          | Tid                                               | Kval.                                             | Rekord                                            |
| ------------------------------------------------- | ------------------------------------------------- | ------------------------------------------------- | ------------------------------------------------- | ------------------------------------------------- | ------------------------------------------------- | ------------------------------------------------- | ------------------------------------------------- | ------------------------------------------------- |
| 1                                                 | 3                                                 | Katharine Merry                                   | Storbritannien                                    | 2                                                 | 0,270                                             | 50,50                                             | Q                                                 |                                                   |
| 2                                                 | 7                                                 | Heide Seyerling                                   | Sydafrika                                         | 7                                                 | 0.163                                             | 50.87                                             | Q                                                 | PB                                                |
| 3                                                 | 9                                                 | Olga Kotljarova                                   | Ryssland                                          | 6                                                 | 0.182                                             | 50.97                                             | Q                                                 |                                                   |
| 4                                                 | 10                                                | Sandie Richards                                   | Jamaica                                           | 5                                                 | 0.209                                             | 51.00                                             | Q                                                 |                                                   |
| 5                                                 | 11                                                | Charity Opara                                     | Nigeria                                           | 4                                                 | 0.206                                             | 51.04                                             |                                                   |                                                   |
| 6                                                 | 25                                                | Zana Minina                                       | Litauen                                           | 8                                                 | 0.300                                             | 52.53                                             |                                                   |                                                   |
| 7                                                 | 27                                                | Norfalia Carabali                                 | Spanien                                           | 1                                                 |                                                   | 52.63                                             |                                                   |                                                   |
| 8                                                 | 28                                                | Foy Williams                                      | Kanada                                            | 2                                                 | 0.337                                             | 52.68                                             |                                                   |                                                   |

| Heat 3 av 4 Datum: Lördagen den 23 september 2000 | Heat 3 av 4 Datum: Lördagen den 23 september 2000 | Heat 3 av 4 Datum: Lördagen den 23 september 2000 | Heat 3 av 4 Datum: Lördagen den 23 september 2000 | Heat 3 av 4 Datum: Lördagen den 23 september 2000 | Heat 3 av 4 Datum: Lördagen den 23 september 2000 | Heat 3 av 4 Datum: Lördagen den 23 september 2000 | Heat 3 av 4 Datum: Lördagen den 23 september 2000 | Heat 3 av 4 Datum: Lördagen den 23 september 2000 |
| Placering                                         | Placering                                         | Idrottare                                         | Nation                                            | Bana                                              | Reaktion                                          | Tid                                               | Kval.                                             | Rekord                                            |
| Heat                                              | Totalt                                            | Idrottare                                         | Nation                                            | Bana                                              | Reaktion                                          | Tid                                               | Kval.                                             | Rekord                                            |
| ------------------------------------------------- | ------------------------------------------------- | ------------------------------------------------- | ------------------------------------------------- | ------------------------------------------------- | ------------------------------------------------- | ------------------------------------------------- | ------------------------------------------------- | ------------------------------------------------- |
| 1                                                 | 4                                                 | Lorraine Graham                                   | Jamaica                                           | 8                                                 | 0,216                                             | 50,66                                             | Q                                                 |                                                   |
| 2                                                 | 13                                                | Ana Guevara                                       | Mexiko                                            | 5                                                 |                                                   | 51.19                                             | Q                                                 |                                                   |
| 3                                                 | 17                                                | Amy Mbacke Thiam                                  | Senegal                                           | 6                                                 | 0.217                                             | 51.64                                             | Q                                                 |                                                   |
| 4                                                 | 18                                                | K. M. Beenamol                                    | Indien                                            | 4                                                 |                                                   | 51.81                                             | Q                                                 |                                                   |
| 5                                                 | 20                                                | Olabisi Afolabi                                   | Nigeria                                           | 3                                                 | 0.263                                             | 51.87                                             |                                                   |                                                   |
| 6                                                 | 22                                                | Otilia Silvia Ruicu                               | Rumänien                                          | 1                                                 |                                                   | 52.28                                             |                                                   |                                                   |
| 7                                                 | 24                                                | Allison Curbishley                                | Storbritannien                                    | 1                                                 | 0.193                                             | 52.50                                             |                                                   |                                                   |
| 8                                                 | 32                                                | Lee Naylor                                        | Australien                                        | 7                                                 |                                                   | 53.83                                             |                                                   |                                                   |

| Heat 4 av 4 Datum: Lördagen den 23 september 2000 | Heat 4 av 4 Datum: Lördagen den 23 september 2000 | Heat 4 av 4 Datum: Lördagen den 23 september 2000 | Heat 4 av 4 Datum: Lördagen den 23 september 2000 | Heat 4 av 4 Datum: Lördagen den 23 september 2000 | Heat 4 av 4 Datum: Lördagen den 23 september 2000 | Heat 4 av 4 Datum: Lördagen den 23 september 2000 | Heat 4 av 4 Datum: Lördagen den 23 september 2000 | Heat 4 av 4 Datum: Lördagen den 23 september 2000 |
| Placering                                         | Placering                                         | Idrottare                                         | Nation                                            | Bana                                              | Reaktion                                          | Tid                                               | Kval.                                             | Rekord                                            |
| Heat                                              | Totalt                                            | Idrottare                                         | Nation                                            | Bana                                              | Reaktion                                          | Tid                                               | Kval.                                             | Rekord                                            |
| ------------------------------------------------- | ------------------------------------------------- | ------------------------------------------------- | ------------------------------------------------- | ------------------------------------------------- | ------------------------------------------------- | ------------------------------------------------- | ------------------------------------------------- | ------------------------------------------------- |
| 1                                                 | 1                                                 | Cathy Freeman                                     | Australien                                        | 4                                                 | 0,464                                             | 50,31                                             | Q                                                 |                                                   |
| 2                                                 | 2                                                 | Falilat Ogunkoya                                  | Nigeria                                           | 6                                                 | 0.196                                             | 50.49                                             | Q                                                 |                                                   |
| 3                                                 | 5                                                 | Donna Fraser                                      | Storbritannien                                    | 8                                                 | 0.194                                             | 50.77                                             | Q                                                 | PB                                                |
| 4                                                 | 12                                                | Mireille Nguimgo                                  | Kamerun                                           | 5                                                 | 0.200                                             | 51.08                                             | Q                                                 |                                                   |
| 5                                                 | 21                                                | La Tasha Colander-Richardson                      | USA                                               | 2                                                 | 0.202                                             | 53.45                                             |                                                   |                                                   |
| 6                                                 | 23                                                | Damayanthi Darsha                                 | Sri Lanka                                         | 1                                                 | 0.234                                             | 52.35                                             |                                                   |                                                   |
| 7                                                 | 29                                                | Hana Benesova                                     | Tjeckien                                          | 2                                                 | 0.209                                             | 52.70                                             |                                                   |                                                   |
| 8                                                 | 30                                                | Barbara Petrahn                                   | Ungern                                            | 7                                                 | 0.224                                             | 52.72                                             |                                                   |                                                   |

Totala resultat omgång 2
| Omgång 2 Totala resultat | Omgång 2 Totala resultat     | Omgång 2 Totala resultat | Omgång 2 Totala resultat | Omgång 2 Totala resultat | Omgång 2 Totala resultat | Omgång 2 Totala resultat | Omgång 2 Totala resultat | Omgång 2 Totala resultat |
| Placering                | Idrottare                    | Nation                   | Heat                     | Bana                     | Placering                | Tid                      | Kval.                    | Rekord                   |
| ------------------------ | ---------------------------- | ------------------------ | ------------------------ | ------------------------ | ------------------------ | ------------------------ | ------------------------ | ------------------------ |
| 1                        | Cathy Freeman                | Australien               | 4                        | 4                        | 1                        | 50,31                    | Q                        |                          |
| 2                        | Falilat Ogunkoya             | Nigeria                  | 4                        | 6                        | 2                        | 50.49                    | Q                        |                          |
| 3                        | Katharine Merry              | Storbritannien           | 2                        | 3                        | 1                        | 50.50                    | Q                        |                          |
| 4                        | Lorraine Graham              | Jamaica                  | 3                        | 8                        | 1                        | 50.66                    | Q                        |                          |
| 5                        | Donna Fraser                 | Storbritannien           | 4                        | 8                        | 3                        | 50.77                    | Q                        | PB                       |
| 6                        | Jitka Burianová              | Tjeckien                 | 1                        | 3                        | 1                        | 50.85                    | Q                        | PB                       |
| 7                        | Heide Seyerling              | Sydafrika                | 2                        | 7                        | 2                        | 50.87                    | Q                        | PB                       |
| 8                        | Ladonna Antoine              | Kanada                   | 1                        | 5                        | 2                        | 50.92                    | Q                        | PB                       |
| 9                        | Olga Kotljarova              | Ryssland                 | 2                        | 6                        | 3                        | 50.97                    | Q                        |                          |
| 10                       | Sandie Richards              | Jamaica                  | 2                        | 5                        | 4                        | 51.00                    | Q                        |                          |
| 11                       | Charity Opara                | Nigeria                  | 2                        | 4                        | 5                        | 51.04                    |                          |                          |
| 12                       | Mireille Nguimgo             | Kamerun                  | 4                        | 5                        | 4                        | 51.08                    | Q                        |                          |
| 13                       | Ana Guevara                  | Mexiko                   | 3                        | 5                        | 2                        | 51.19                    | Q                        |                          |
| 14                       | Nova Peris-Kneebone          | Australien               | 1                        | 2                        | 3                        | 51.28                    | Q                        |                          |
| 15                       | Natalja Nazarova             | Ryssland                 | 1                        | 6                        | 4                        | 51.44                    | Q                        |                          |
| 16                       | Claudine Komgang             | Kamerun                  | 1                        | 7                        | 5                        | 51.57                    |                          |                          |
| 17                       | Amy Mbacke Thiam             | Senegal                  | 3                        | 6                        | 3                        | 51.64                    | Q                        |                          |
| 18                       | K. M. Beenamol               | Indien                   | 3                        | 4                        | 4                        | 51.81                    | Q                        |                          |
| 19                       | Monique Hennagan             | USA                      | 1                        | 4                        | 6                        | 51.85                    |                          |                          |
| 20                       | Olabisi Afolabi              | Nigeria                  | 3                        | 3                        | 5                        | 51.87                    |                          |                          |
| 21                       | La Tasha Colander-Richardson | USA                      | 4                        | 3                        | 5                        | 52.07                    |                          |                          |
| 22                       | Otilia Silvia Ruicu          | Rumänien                 | 3                        | 1                        | 6                        | 52.28                    |                          |                          |
| 23                       | Damayanthi Darsha            | Sri Lanka                | 4                        | 1                        | 6                        | 52.35                    |                          |                          |
| 24                       | Allison Curbishley           | Storbritannien           | 3                        | 2                        | 7                        | 52.50                    |                          |                          |
| 25                       | Zana Minina                  | Litauen                  | 2                        | 8                        | 6                        | 52.53                    |                          |                          |
| 26                       | Nadjina Kaltouma             | Tchad                    | 1                        | 1                        | 7                        | 52.60                    |                          |                          |
| 27                       | Norfalia Carabali            | Spanien                  | 2                        | 1                        | 7                        | 52.63                    |                          |                          |
| 28                       | Foy Williams                 | Kanada                   | 2                        | 2                        | 8                        | 52.68                    |                          |                          |
| 29                       | Hana Benesova                | Tjeckien                 | 4                        | 2                        | 7                        | 52.70                    |                          |                          |
| 30                       | Barbara Petrahn              | Ungern                   | 4                        | 7                        | 8                        | 52.72                    |                          |                          |
| 31                       | Aliann Pompey                | Guyana                   | 1                        | 8                        | 8                        | 53.42                    |                          |                          |
| 32                       | Lee Naylor                   | Australien               | 3                        | 7                        | 8                        | 53.83                    |                          |                          |

#### Semifinaler
| Heat 1 av 2 Datum: Söndagen den 24 september 2000 | Heat 1 av 2 Datum: Söndagen den 24 september 2000 | Heat 1 av 2 Datum: Söndagen den 24 september 2000 | Heat 1 av 2 Datum: Söndagen den 24 september 2000 | Heat 1 av 2 Datum: Söndagen den 24 september 2000 | Heat 1 av 2 Datum: Söndagen den 24 september 2000 | Heat 1 av 2 Datum: Söndagen den 24 september 2000 | Heat 1 av 2 Datum: Söndagen den 24 september 2000 | Heat 1 av 2 Datum: Söndagen den 24 september 2000 |
| Placering                                         | Placering                                         | Idrottare                                         | Nation                                            | Bana                                              | Reaktion                                          | Tid                                               | Kval.                                             | Rekord                                            |
| Heat                                              | Totalt                                            | Idrottare                                         | Nation                                            | Bana                                              | Reaktion                                          | Tid                                               | Kval.                                             | Rekord                                            |
| ------------------------------------------------- | ------------------------------------------------- | ------------------------------------------------- | ------------------------------------------------- | ------------------------------------------------- | ------------------------------------------------- | ------------------------------------------------- | ------------------------------------------------- | ------------------------------------------------- |
| 1                                                 | 5                                                 | Lorraine Graham                                   | Jamaica                                           | 4                                                 | 0,444                                             | 50,28                                             | Q                                                 |                                                   |
| 2                                                 | 6                                                 | Katharine Merry                                   | Storbritannien                                    | 3                                                 | 0.301                                             | 50.32                                             | Q                                                 |                                                   |
| 3                                                 | 8                                                 | Heide Seyerling                                   | Sydafrika                                         | 5                                                 |                                                   | 51.06                                             | Q                                                 |                                                   |
| 4                                                 | 10                                                | Olga Kotljarova                                   | Ryssland                                          | 7                                                 | 0.243                                             | 51.21                                             | Q                                                 |                                                   |
| 5                                                 | 11                                                | Ladonna Antoine                                   | Kanada                                            | 6                                                 | 0.273                                             | 51.26                                             |                                                   |                                                   |
| 6                                                 | 13                                                | Natalja Nazarova                                  | Ryssland                                          | 2                                                 | 0.191                                             | 51.83                                             |                                                   |                                                   |
| 7                                                 | 14                                                | Mireille Nguimgo                                  | Kamerun                                           | 1                                                 | 0.213                                             | 52.03                                             |                                                   |                                                   |
| 8                                                 | 16                                                | Nova Peris-Kneebone                               | Australien                                        | 8                                                 | 0.263                                             | 52.49                                             |                                                   |                                                   |

| Heat 2 av 2 Datum: Söndagen den 24 september 2000 | Heat 2 av 2 Datum: Söndagen den 24 september 2000 | Heat 2 av 2 Datum: Söndagen den 24 september 2000 | Heat 2 av 2 Datum: Söndagen den 24 september 2000 | Heat 2 av 2 Datum: Söndagen den 24 september 2000 | Heat 2 av 2 Datum: Söndagen den 24 september 2000 | Heat 2 av 2 Datum: Söndagen den 24 september 2000 | Heat 2 av 2 Datum: Söndagen den 24 september 2000 | Heat 2 av 2 Datum: Söndagen den 24 september 2000 |
| Placering                                         | Placering                                         | Idrottare                                         | Nation                                            | Bana                                              | Reaktion                                          | Tid                                               | Kval.                                             | Rekord                                            |
| Heat                                              | Totalt                                            | Idrottare                                         | Nation                                            | Bana                                              | Reaktion                                          | Tid                                               | Kval.                                             | Rekord                                            |
| ------------------------------------------------- | ------------------------------------------------- | ------------------------------------------------- | ------------------------------------------------- | ------------------------------------------------- | ------------------------------------------------- | ------------------------------------------------- | ------------------------------------------------- | ------------------------------------------------- |
| 1                                                 | 1                                                 | Cathy Freeman                                     | Australien                                        | 3                                                 | 0,261                                             | 50,01                                             | Q                                                 |                                                   |
| 2                                                 | 2                                                 | Ana Guevara                                       | Mexiko                                            | 5                                                 | 0.370                                             | 50.11                                             | Q                                                 |                                                   |
| 3                                                 | 3                                                 | Falilat Ogunkoya                                  | Nigeria                                           | 4                                                 | 0.416                                             | 50.18                                             | Q                                                 |                                                   |
| 4                                                 | 4                                                 | Donna Fraser                                      | Storbritannien                                    | 7                                                 | 0.188                                             | 50.21                                             | Q                                                 | PB                                                |
| 5                                                 | 7                                                 | Sandie Richards                                   | Jamaica                                           | 2                                                 | 0.253                                             | 50.42                                             |                                                   | SB                                                |
| 6                                                 | 9                                                 | Jitka Burianová                                   | Tjeckien                                          | 6                                                 | 0.255                                             | 51.15                                             |                                                   |                                                   |
| 7                                                 | 12                                                | Amy Mbacke Thiam                                  | Senegal                                           | 1                                                 | 0.238                                             | 51.60                                             |                                                   |                                                   |
| 8                                                 | 15                                                | K. M. Beenamol                                    | Indien                                            | 8                                                 |                                                   | 52.04                                             |                                                   |                                                   |

Sammanlagda resultat semifinaler
| Semifinaler Sammanlagda resultat | Semifinaler Sammanlagda resultat | Semifinaler Sammanlagda resultat | Semifinaler Sammanlagda resultat | Semifinaler Sammanlagda resultat | Semifinaler Sammanlagda resultat | Semifinaler Sammanlagda resultat | Semifinaler Sammanlagda resultat | Semifinaler Sammanlagda resultat |
| Placering                        | Idrottare                        | Nation                           | Heat                             | Bana                             | Placering                        | Tid                              | Kval.                            | Rekord                           |
| -------------------------------- | -------------------------------- | -------------------------------- | -------------------------------- | -------------------------------- | -------------------------------- | -------------------------------- | -------------------------------- | -------------------------------- |
| 1                                | Cathy Freeman                    | Australien                       | 2                                | 3                                | 1                                | 50.01                            | Q                                |                                  |
| 2                                | Ana Guevara                      | Mexiko                           | 2                                | 5                                | 2                                | 50.11                            | Q                                |                                  |
| 3                                | Falilat Ogunkoya                 | Nigeria                          | 2                                | 4                                | 3                                | 50.18                            | Q                                |                                  |
| 4                                | Donna Fraser                     | Storbritannien                   | 2                                | 7                                | 4                                | 50.21                            | Q                                | PB                               |
| 5                                | Lorraine Graham                  | Jamaica                          | 1                                | 4                                | 1                                | 50.28                            | Q                                |                                  |
| 6                                | Katharine Merry                  | Storbritannien                   | 1                                | 3                                | 2                                | 50.32                            | Q                                |                                  |
| 7                                | Sandie Richards                  | Jamaica                          | 2                                | 2                                | 5                                | 50.42                            |                                  | SB                               |
| 8                                | Heide Seyerling                  | Sydafrika                        | 1                                | 5                                | 3                                | 51.06                            | Q                                |                                  |
| 9                                | Jitka Burianová                  | Tjeckien                         | 2                                | 6                                | 6                                | 51.15                            |                                  |                                  |
| 10                               | Olga Kotljarova                  | Ryssland                         | 1                                | 7                                | 4                                | 51.21                            | Q                                |                                  |
| 11                               | Ladonna Antoine                  | Kanada                           | 1                                | 6                                | 5                                | 51.26                            |                                  |                                  |
| 12                               | Amy Mbacke Thiam                 | Senegal                          | 2                                | 1                                | 7                                | 51.60                            |                                  |                                  |
| 13                               | Natalja Nazarova                 | Ryssland                         | 1                                | 2                                | 6                                | 51.83                            |                                  |                                  |
| 14                               | Mireille Nguimgo                 | Kamerun                          | 1                                | 1                                | 7                                | 52.03                            |                                  |                                  |
| 15                               | K. M. Beenamol                   | Indien                           | 2                                | 8                                | 8                                | 52.04                            |                                  |                                  |
| 16                               | Nova Peris-Kneebone              | Australien                       | 1                                | 8                                | 8                                | 52.49                            |                                  |                                  |

#### Final
| 1 | Cathy Freeman    | Australien     | 6 | 0,227 | 49,11 | SB |
| 2 | Lorraine Graham  | Jamaica        | 4 | 0,452 | 49,58 | PB |
| 3 | Katharine Merry  | Storbritannien | 3 | 0,270 | 49,72 | PB |
| 4 | Donna Fraser     | Storbritannien | 2 | 0,174 | 49,79 | PB |
| 5 | Ana Guevara      | Mexiko         | 5 | 0,261 | 49,96 |    |
| 6 | Heide Seyerling  | Sydafrika      | 7 | 0,175 | 50,05 | NR |
| 7 | Falilat Ogunkoya | Nigeria        | 8 | 0,254 | 50,12 |    |
| 8 | Olga Kotljarova  | Ryssland       | 1 | 0,254 | 51,04 |    |